# Lijst van rijksmonumenten in Schinnen
De plaats Schinnen telt 11 inschrijvingen in het rijksmonumentenregister. Hieronder een overzicht.
| Object                                               | Oorspronkelijke functie? | Bouwjaar       | Architect         | Locatie              | Coördinaten?                  | Nr.?   | Afbeelding                      |
| ---------------------------------------------------- | ------------------------ | -------------- | ----------------- | -------------------- | ----------------------------- | ------ | ------------------------------- |
| Sint-Dionysiuskerk                                   | Kerk en kerkonderdeel    | Vanaf 12e eeuw |                   | Deken Keulenplein 1  | 50° 56' 31" NB, 5° 53' 18" OL | 33329  | Meer afbeeldingen               |
| In- en uitgezwenkte gevel van baksteen met speklagen | Onderdeel woningen e.d.  | 1738           |                   | Achter de Kerk 6     | 50° 56' 29" NB, 5° 53' 21" OL | 33330  | Meer afbeeldingen               |
| Pastorie van Sint-Dionysiuskerk                      | Kerkelijke dienstwoning  | 1759           |                   | Deken Keulenplein 2  | 50° 56' 31" NB, 5° 53' 18" OL | 33331  | Pastorie van Sint-Dionysiuskerk |
| Vakwerkboerderij                                     | Woonhuis                 | 18e eeuw       |                   | Dorpsstraat 66       | 50° 56' 37" NB, 5° 52' 59" OL | 33332  | Meer afbeeldingen               |
| Hoeve Breinder                                       | Boerderij                | 1716           |                   | Breinder 5           | 50° 56' 16" NB, 5° 52' 36" OL | 33358  | Hoeve Breinder                  |
| Overblijfselen van een Romeinse villa                | Archeologisch monument   | 2e/3e eeuw     |                   |                      | 50° 56' 2" NB, 5° 54' 28" OL  | 45418  | Upload foto                     |
| Kapelanie annex Kosterwoning                         | Kerkelijke dienstwoning  | 1904           | Pijls te Schinnen | Achter de Kerk 3     | 50° 56' 29" NB, 5° 53' 16" OL | 513952 | Kapelanie annex Kosterwoning    |
| Gesloten hoeve                                       | Boerderij                | 1850-1900      |                   | Hegge 143            | 50° 56' 23" NB, 5° 51' 26" OL | 513953 | Gesloten hoeve                  |
| Praktijkwoning                                       | Werk-woonhuis            | 1933           | Alphons Boosten   | Stationsstraat 19    | 50° 56' 28" NB, 5° 53' 6" OL  | 513955 | Praktijkwoning                  |
| Mariapark met kapel op de Krekelberg                 | Kapel                    | 1939           | H.H.A. Tummers    | Achter de Kerk bij 7 | 50° 56' 27" NB, 5° 53' 29" OL | 513957 | Meer afbeeldingen               |
| Hoeve Cultura                                        | Boerderij                | 1929           | Jac. Lemmens      | Nutherweg 43         | 50° 56' 6" NB, 5° 52' 37" OL  | 521693 | Hoeve Cultura                   |